# Eurysternus marmoreus
Eurysternus marmoreus är en skalbaggsart som beskrevs av François Louis Nompar de Caumont de Laporte 1840. Eurysternus marmoreus ingår i släktet Eurysternus och familjen bladhorningar. Inga underarter finns listade i Catalogue of Life.